# 康斯坦丁二世 (苏格兰)
康斯坦丁·麥克艾德（中世纪盖尔语：Constantín mac Áeda；现代盖尔语：Còiseam mac Aoidh；英语：Constantine, son of Áed；其名直譯為艾德之子康斯坦丁，近代的国王列表中稱其為康斯坦丁三世，而最新的国王列表中則改稱呼他康斯坦丁二世；879年 –前952年）是一位中世紀早期的苏格兰国王。

## 阿爾巴國王
西元九世紀前後，苏格兰被盖尔人称为阿爾巴(Alba)，有關阿爾巴王國的記載則首見於康斯坦丁二世统治时期的大不列颠北部，皮克特人王國以泰河流域為核心領土，南至福斯河，北達馬里灣或凱瑟尼斯一帶。康斯坦丁的祖父肯尼思一世是其家族有載可查的第一位君主，但他的称号是「皮克特人的國王」。不論是阿爾巴國王的頭銜、還是阿爾巴王國名的建立，皆源于康斯坦丁二世。
與其先王们相似，康斯坦丁二世的主要精力仍是放在抗击不列颠群岛上的维京人统治者，尤其是无骨者伊瓦尔的孙子們。他在位期间，南方英格兰地区的威塞克斯王国和麦西亚王国試圖将他们的势力范围向北扩大到有争议的诺森布里亚王国。起初，他和南方的统治者們结盟以抗击维京人，但在同盟期間、雙方卻因為摩擦而發生軍事衝突。直至927年7月12日，不列顛諸王在彭里斯附近的埃蒙特橋上舉行會議，康斯坦丁及各地諸侯一致承認威塞克斯國王艾塞斯坦為英格蘭國王，同意其掌控不列顛全境；會議之後7年間，康斯坦丁二世每年都會參與艾塞斯坦的御前會議，並一同公證所有的土地證書。

## 與英格蘭交戰
西元934年6、7月期間，艾塞斯坦聯合威爾士諸侯攻擊蘇格蘭，關於英格蘭此次侵略的原因尚未有統一定論，盎格魯-撒克遜編年史也僅是極簡要的記載了這次行動，並沒有記錄任何戰役。然而當年9月，康斯坦丁二世在英格蘭南部的白金漢郡公證了一份土地證書，在證書中自稱為subregulus(副王，被附庸領主的自稱)，側面反映艾塞斯坦在他之上的統治地位。
937年，康斯坦丁聯合女婿都柏林国王奧拉夫·古斯弗里森、斯特拉斯克莱德人攻打艾塞斯坦，在布魯南博爾之戰失利。943年，65歲以上的康斯坦丁退位并隐退至庫迪斯派（Céli Dé）的圣玛丽石头教堂，最终于952年在當地過世。他的继任者是先王多姆纳尔之子马尔科姆一世。
康斯坦丁二世在位長達四十三年，任期超过他的苏格兰国王仅有威廉一世与詹姆斯六世。在他统治期间，“苏格兰人”和“苏格兰”两词首次用来指现代苏格兰的一部分。证据显示，直到十二世紀中期的大卫一世改革時期，康斯坦丁創立的的教会和行政机构仍在运行。
| 康斯坦丁二世 (苏格兰) 亚尔宾王朝逝世於：952年 | 康斯坦丁二世 (苏格兰) 亚尔宾王朝逝世於：952年 | 康斯坦丁二世 (苏格兰) 亚尔宾王朝逝世於：952年 |
| 統治者頭銜                                    | 統治者頭銜                                    | 統治者頭銜                                    |
| --------------------------------------------- | --------------------------------------------- | --------------------------------------------- |
| 前任者： 多姆纳尔二世                         | 阿尔巴国王 900年–943年                        | 繼任者： 马尔科姆一世                         |

1. ↑  Alex Woolf. . Edinburgh University Press. 2007. ISBN 978-0-7486-1233-8.